# ホンダ・マグナ
マグナ（MAGNA）とは、かつて本田技研工業が発売販売していたクルーザー（アメリカン）タイプのオートバイである。
1980年代から2000年代にかけて、シリーズ車種として排気量別に開発・生産されていた。また、単純表記で「ホンダ・マグナ」とされた際には、750 ccクラスの3代目モデルにあたるマグナ（RC43型）のみを指す場合がある。

## VF750マグナ / V45マグナ / マグナ

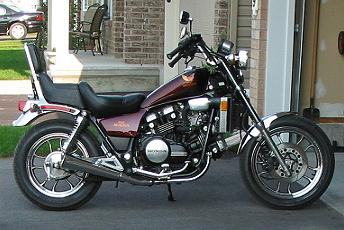
VF750 Magna

### VF750マグナ
マグナシリーズ最初の車種となる「VF750マグナ」は、1982年4月にVF750セイバーとともに登場。
世界初となる水冷V型4気筒750 ccエンジンを、アメリカンスタイルのボディに搭載。最高出力は72 PSを発揮。また二輪初採用となる油圧式クラッチや、ブレーキング時の姿勢変化を抑えるTRAC機構を装備していた。

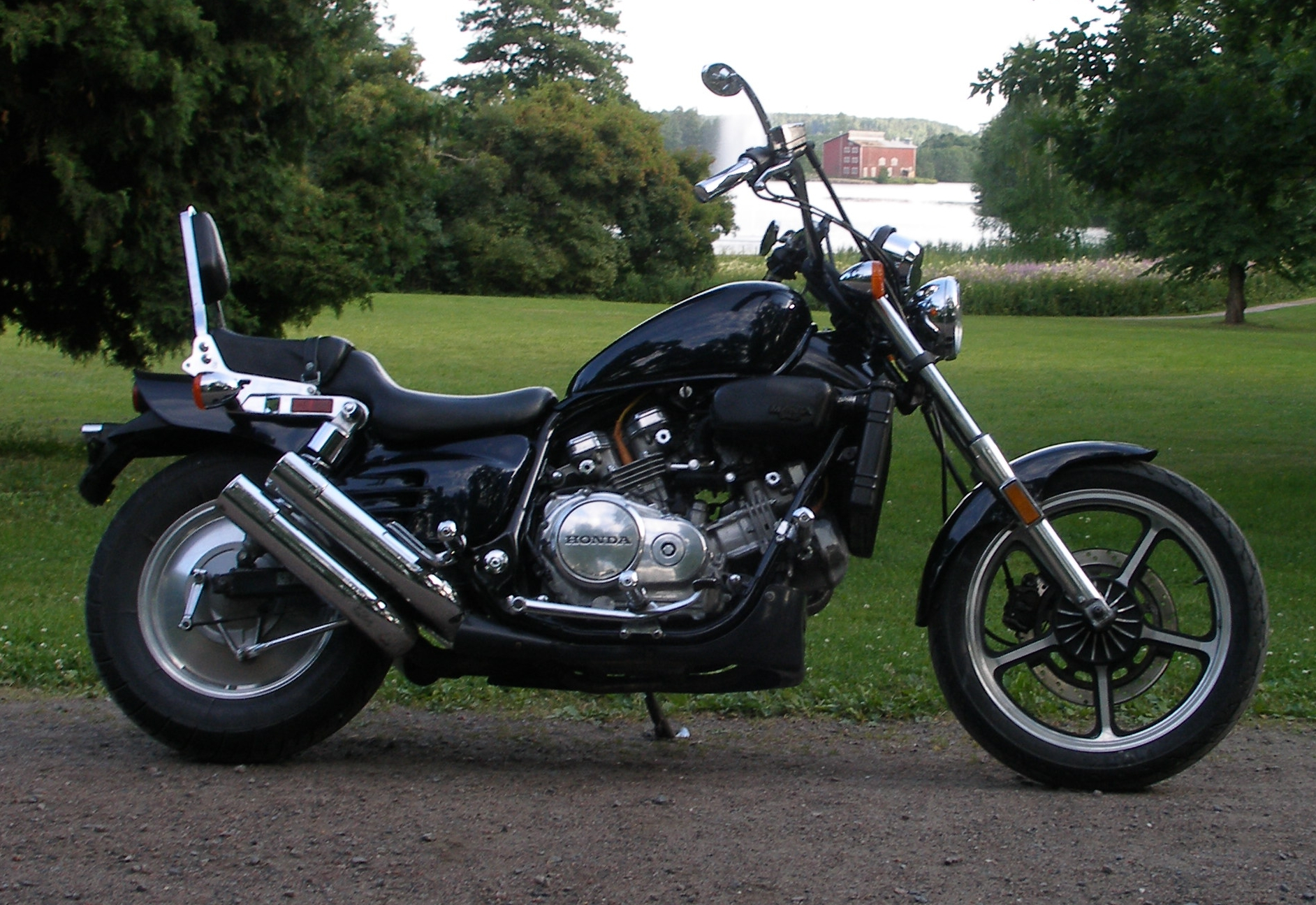
SuperMagna（1987年式）
V45マグナ・カナダ輸出モデル

### V45マグナ
シリーズ2代目となる「V45マグナ」は、1987年4月に登場。
1,660 mmのロングホイールベースに695 mmの低シート高のロー&ロングフォルムと、斜め上を向いている4本出しのマフラーが特徴。最高出力はクラス上限数値である77 PSを確保しつつ、中低速域の扱いやすさに重点を置いたセッティングとなっていた。

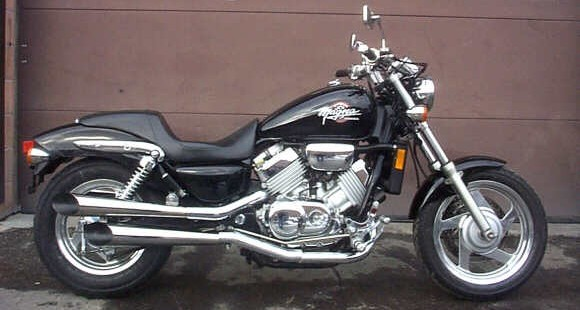
VF750C Magna（1999年式）
マグナ・輸出モデル

### マグナ
シリーズ3代目となる「マグナ」は、輸出専用モデルとして生産されていた「VF750C」の日本国内向けとして、1993年7月に登場。
エンジンはVFR系のものをベースに、カムシャフトの駆動方式をギア（カムギアトレーン）からローラーチェーンに変更し、空冷エンジン風の冷却フィンを追加装備して搭載。最高出力は2 PS落とされて75 PSとなった。1994年8月には、ビキニカウルを装備した派生車種「マグナ・RS」も登場した。

## V-ツイン マグナ(250 cc)
マグナシリーズの250 cc版である「V-ツイン マグナ」（V-TWIN MAGNA）は、1993年の第30回東京モーターショーにて発表され、翌年より販売が開始された。
当時はアメリカンバイクが人気の時代であり、上級モデルであるスティード400よりも手頃な事から、V-ツインマグナは250 ccクラスでも売上ナンバー1を記録していた。ホンダの250 ccクラスのラインナップではレブルが既に発売されていたが、人気は圧倒的にV-ツインマグナであった
2007年9月の自動車排出ガス規制強化をもって生産終了が公表された。

### I型
1994年6月25日に発売された。ホンダ伝統のVTシリーズなどに用いられた水冷4ストロークDOHC4バルブ90°V型2気筒のエンジン「MC15E型」を採用。トルク特性を中低速領域に変更し、エンジンフィーリングに鼓動感をもたせつつ最高出力27馬力を発生させた。シリンダーヘッドとシリンダーブロックの側面には、水冷エンジンながら空冷フィン風のモールドが施されている。マフラーはショートタイプのメガフォンマフラーを車体右側に二連装で装備し、エキゾーストパイプは車体下部で接続されておりトルク特性に貢献している。250 ccクラスながら車格は400 ccモデルにひけをとらないほどの大柄なボディであった。

#### V-ツイン マグナ・S
1996年6月15日に発売された。通常モデルのI型マグナをベースとしているため基本性能は変わらないが、ハザードランプスイッチがこのモデルのみ装備されている。大きな変更としては、後輪のみディッシュホイールだった通常モデルに対して前輪にもディッシュホイールを採用、リアサスペンションにはリジットサス風のフルカバー付きショックアブソーバーが採用された。

### II型

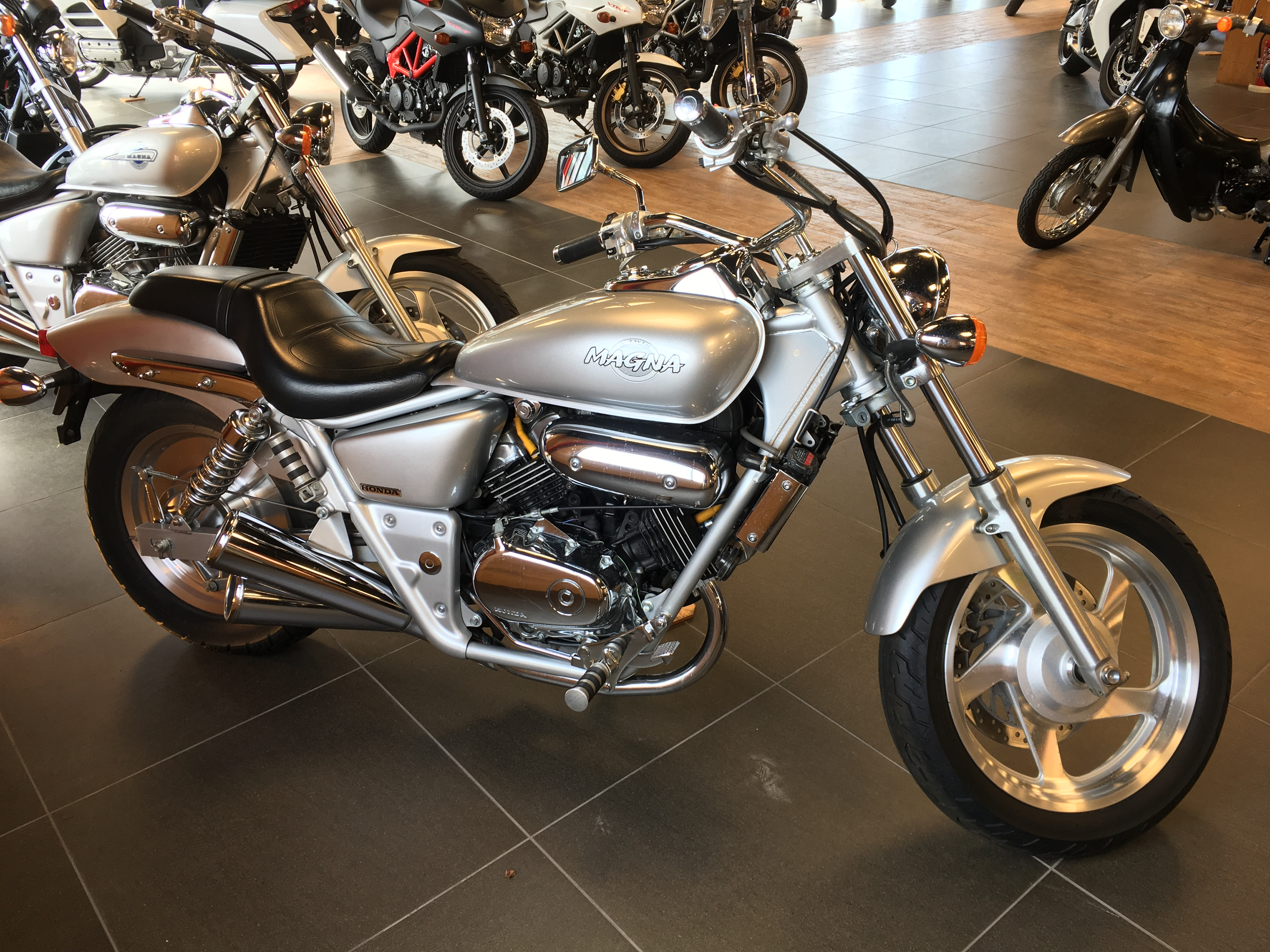
II型 Vツインマグナ250

1999年3月24日に発売された。基本性能はI型とさほど変わらないが、従来通りのツインメガフォンタイプの外観ながらマフラー内部が新設計され、環境性能の向上がなされている。外観もマイナーチェンジされ、シートがスリムな新形状になり、ステップがI型に比べ40 mm前方に移動された。

### III型
2004年11月30日に発売された。基本性能はII型同様。外観もほぼ変わっていないが、燃料タンクには新デザインのロゴマークと「SPIRIT OF THE PHOENIX（スピリット・オブ・ザ・フェニックス）」の立体エンブレムを採用。盗難抑止に効果的な強化ハンドルロック機構や強化キーシリンダー、イグニション配線の直結始動防止回路を採用するとともに、別売のイモビアラームキットが取り付け可能なプレワイヤリングを新たに装備した。

### 最終モデル
2006年11月24日に発売された。ベースはIII型であり、性能や装備は基本的に同様となる。このモデルのみの特徴としては、メッキ仕上げのクランクケースカバーを黒塗装仕上げに変更、エンジン本体や前後ホイールハブなども黒色で統一し、より精悍な引き締まったイメージとなっている。さらに燃料タンクの上部には、ホンダがアメリカンカスタムバイクの象徴としている“SPIRIT OF THE PHOENIX”の不死鳥をデザインイメージしたタンクマークを施されている。色はグラファイトブラックの一種のみラインナップされた。

## マグナ50
マグナシリーズの末弟「マグナ50」（MAGNA FIFTY）は1995年4月24日に発売された。キャッチコピーは「野性がある。プライドがある。」など。車名に含まれる排気量数は「ごじゅう」ではなく、あえて「マグナフィフティ」と読ませる独特なネーミングとなっている。
搭載されるエンジンはカブ系列の空冷50 ccSOHC単気筒、変速機は常時噛合式4速リターン、最高出力はスーパーカブ（4.5 ps）やジャズ（4 ps）よりも低い3.9 psにセッティングされていた。始動方式はセルスターターのみとなっている。原付一種ながら、当時販売されていた原付アメリカン「ジャズ」とは一線を画した迫力あるスタイルと細部の本格的な作り込みが成されている。なおフロントホイール周りはCBX125Fと同型の物が流用されており、ホンダ伝統のブーメラン型コムスターホイールが用いられた最後の車種となった。また当時はアメリカンバイクブームでもあり、前年にデビューした兄貴分の250の人気の影響から、50も若者から中高年にまで人気を博した。ジャズが生産終了となった後は、同車は唯一ラインアップされている原付アメリカンモデルとなっていたが、2007年9月の排ガス規制をもって生産終了が公表された。
車体色には、ブーンシルバーメタリック、クラシカルホワイト、パールヘロンブルー、グラファイトブラックなどが設定されていた。